# Apatzingán
Apatzingán é um município do estado de Michoacán no México.